# Doddanahalli, Sakleshpur
Doddanahalli là một làng thuộc tehsil Sakleshpur, huyện Hassan, bang Karnataka, Ấn Độ.